# Piękne istoty (film 2013)
Piękne istoty (ang. Beautiful Creatures) – amerykański film fantasy z 2013 roku oparty na scenariuszu i reżyserii Richarda LaGravenese. Wyprodukowany przez Warner Bros. Pictures. Film powstał na podstawie powieści Kami Garcia i Margaret Stohl pod tym samym tytułem.
Światowa premiera filmu miała miejsce 13 lutego 2013 roku. W Polsce premiera filmu odbyła się 13 lutego 2013 roku.

## Opis fabuły
Przeciętny 16-latek Ethan Wate mieszka w Gatlin – małym, nudnym amerykańskim miasteczku w Karolinie Południowej. Gra w koszykówkę, umawia się na randki i marzy o dalekich podróżach. Nie jest jednak wcale szczęśliwy: od wielu miesięcy śni mu się ten sam koszmar. Widzi w nim piękną nieznajomą, której ręki nie może puścić. Gdy pewnego dnia do jego klasy przychodzi nowa uczennica, Lena Duchannes, Ethan ze zdumieniem zauważa, że to osoba z jego snów. Lena właśnie przeprowadziła się do Gatlin i zamieszkała u swojego wuja Macona. Nad ich rodziną ciąży klątwa, która nie pozwala jej członkom prowadzić normalnego życia. Duchannesowie należą do Obdarzonych – istot, które mają zdolności magiczne. W swoje 16. urodziny Lena musi zadecydować, czy wybierze jasną, czy ciemną stronę mocy.

## Obsada
- Alden Ehrenreich jako Ethan Lawson Wate
- Alice Englert jako Lena Duchannes
- Jeremy Irons jako Macon Ravenwood
- Viola Davis jako Amma
- Emmy Rossum jako Ridley Duchannes
- Thomas Mann jako Link
- Emma Thompson jako pani Lincoln/Sarafine
- Margo Martindale[3]
- Eileen Atkins jako Emmaline Duchannes[4]
- Zoey Deutch[3]
- Rachel Brosnahan[3]
- Camille Balsamo jako Katherine Duchannes